# Thomas Grosvenor (oficial do Exército Britânico)
‎O Marechal de Campo‎‎ ‎‎Thomas Grosvenor‎‎ (30 de maio de 1764 - 20 de janeiro de 1851) foi um oficial ‎‎do Exército britânico.‎‎ Depois de servir como oficial júnior defendendo o ‎‎Banco da Inglaterra‎‎ durante os ‎‎Distúrbios de Gordon ele participou da Campanha ‎‎de Flandres,‎‎ incluindo o retiro para a ‎‎Alemanha‎‎ durante as ‎‎Guerras Revolucionárias Francesas‎‎. Ele serviu como comandante de brigada na ‎‎Batalha de Copenhague‎‎ e foi então destacado para ‎‎Walcheren,‎‎ na ‎‎Holanda,‎‎ onde serviu como vice-comandante de uma divisão liderada por ‎‎Sir Eyre Coote‎‎ durante a desastrosa ‎‎Campanha Walcheren.‎

## Carreira militar

### Início de carreira
‎Nascido o terceiro filho de ‎‎Thomas Grosvenor‎‎ (1734-1795) e Deborah Grosvenor, Grosvenor foi educado na Westminster School e comissionado no 1º Foot Guards em 1 de outubro de 1779.‎ Ele estava encarregado da segurança no ‎‎Banco da Inglaterra‎‎ durante os ‎‎Distúrbios de Gordon‎‎ em 1780. em 1780. Promovido a ‎‎capitão‎‎ em 20 de abril de 1784 e ‎‎tenente-coronel‎‎ em 25 de abril de 1793, ele participou da ‎‎Campanha Flandres,‎‎ incluindo o retiro para a ‎‎Alemanha‎‎ na Primavera de 1795 durante as ‎‎Guerras Revolucionárias Francesas.